# Bouwmachine

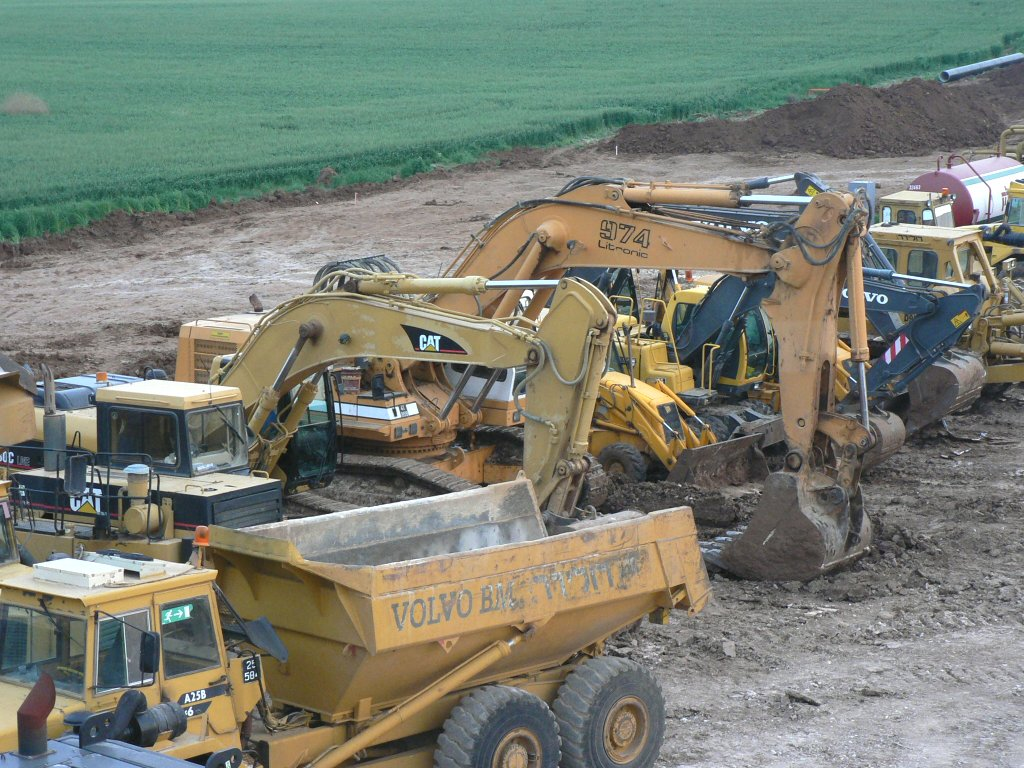
Dumper, graafmachines, graaflaadmachines en andere bouwmachines

Een bouwmachine is een voertuig of andersoortige machine die ingezet wordt in of rondom de bouw. Bouwmachines worden onder andere ingezet bij grondwerken, sloopwerken, wegenwerken en waterwerken.
Voorbeelden van zulke voertuigen zijn wielladers oftewel shovels, graafmachines, draglines, scrapers, bulldozers, dumpers, bouwkranen, asfaltschrapers, asfaltmachines, bestratingsmachines en heistellingen, maar ook aangepaste gewone voertuigen, zoals heftrucks met terreinbanden en vrachtwagens met aandrijving op twee of meer assen. Naast voertuigen zijn er tunnelboormachines, kabelleggers, betonmixers, bouwliften, trilplaten, apparaten om spouwmuurisolatie of purschuim te injecteren, gritstralers, hogedrukreinigers, metselrobots, houtversnipperaars, puinbrekers en talloze andere hulpmiddelen.
De kleinere en minder gespecialiseerde apparaten worden afhankelijk van de context wel of niet tot de bouwmachines gerekend. Hetzelfde geldt voor bosbouwmachines en gereedschap voor hoveniers.

## Geschiedenis
Bouwmachines werden duizenden jaren geleden al gebruikt. Toentertijd werden bouwmachines, die technologisch minder geavanceerd waren, ingezet om bepaalde projecten in de bouw voor elkaar te krijgen. De industriële revolutie en de vele fabrieken en ontwikkelingen in de bouwmachines die daarmee gepaard zijn gegaan, hebben een geheel nieuwe dimensie aan de bouwmachines gegeven. Vandaag de dag worden door middel van bouwmachines vele wegen, bouwwerken en gebouwen neergezet. Hierdoor maken bouwmachines een belangrijk deel uit van het bouwproces en zou de efficiëntie nooit zo hoog liggen zonder de bouwmachines. Populaire voorbeelden van bedrijven die bouwmachines produceren zijn: Caterpillar, Hitachi, JCB, Atlas, Liebherr, Komatsu en Volvo. Echter zijn Liebherr, Caterpillar en Hitachi binnen deze populaire groep veruit de meest besproken en aangevraagde merken. Het oudste merk uit deze groep is Komatsu.
In het kader van verduurzaming, waaronder het terugbrengen van de uitstoot van stikstof, is er sprake van een langzame overgang van bouwmachines aangedreven door diesel naar bouwmaterieel dat werkt op elektriciteit.

## Overige merken
- Terex
- Hyundai
- Etec
- Doosan
- CNH
- ABI
- Daewoo
- Hinoma